# Ortwin Renn
Ortwin Renn (* 26. Dezember 1951 in Schmidtheim, Eifel) ist ein deutscher Soziologe, Volkswirt und Nachhaltigkeitswissenschaftler. Er ist ein international anerkannter deutscher Risikoforscher. Renn war von 1994 bis 2016 Lehrstuhlinhaber für Technik- und Umweltsoziologie an der Universität Stuttgart.  Vom 1. Februar 2016 bis zum 31. Dezember 2022 war Renn wissenschaftlicher Direktor des Potsdamer  Forschungsinstituts für Nachhaltigkeit (Research Institute for Sustainability – RIFS, bis 2022 Institute for Advanced Sustainability Studies – IASS). Seit 2003 ist Ortwin Renn wissenschaftlicher Direktor des gemeinnützigen Forschungsinstituts Dialogik gGmbH, das Prozesse der Kommunikation und Beteiligung von Bürgerinnen und Bürgern an der Gestaltung ihrer Lebenswelt in den Bereichen Umwelt, Wissenschaft, Technik und Risiko erforscht, durchführt und evaluiert.

## Ausbildung
Aufgewachsen in Jülich als Sohn des Gymnasialdirektors und Historikers Dr. Heinz Renn, wurde Renn 1980 nach einem Studium der Volkswirtschaftslehre und Soziologie an der Universität Köln (Abschluss Diplomvolkswirt sozialwissenschaftlicher Richtung im Jahr 1978) im Fach Sozialpsychologie promoviert.

## Wirken
Renn arbeitete als Wissenschaftler und Hochschullehrer in Deutschland, den USA und der Schweiz. Er war von 1986 bis 1992 Professor für Umweltwissenschaften an der Clark University in Worcester/USA und von 1992 bis 1993 Gastprofessor an der Abteilung Umweltnaturwissenschaften der ETH Zürich. Von 1992 bis 2003 war er Mitglied des Vorstandes der Akademie für Technikfolgenabschätzung in Baden-Württemberg, ab 2001 als leitender Direktor. Von 2003 bis 2016 wirkte Renn als Professor und Institutsdirektor an der Universität Stuttgart. Von 2013 bis 2016 bekleidete er das Amt des Dekans der wirtschafts- und sozialwissenschaftlichen Fakultät der Universität Stuttgart. Im Februar 2016 wurde er zum wissenschaftlichen Direktor an das Institute for Advanced Sustainability Studies (IASS) in Potsdam berufen. Diesen Posten hielt er bis zu seiner Pensionierung im Dezember 2022 inne. Weiterhin leitet er gemeinsam mit Dr. Rainer Kuhn und Agnes Lampke das gemeinnützige Forschungsinstitut Dialogik gemeinnützige GmbH zur Erforschung und Umsetzung innovativer Formen der Wissenschaftskommunikation und Partizipation.

## Mitgliedschaften
Renn ist unter anderem Mitglied der Nationalen Wissenschaftsakademie Leopoldina, der deutschen Akademie für Technikwissenschaften Acatech (dort auch im Präsidium tätig) und der Berlin-Brandenburger Akademie der Wissenschaften (BBAW). Er ist Mitglied zahlreicher Kommissionen und Gremien zur Politikberatung, unter anderem Vorsitzender der Nachhaltigkeitsplattform des Landes Brandenburg. 2021 übernahm er den Vorsitz des wissenschaftlichen Kuratoriums des Bürgerrats Klima.
Von 2006 bis 2013 leitete Renn den Nachhaltigkeitsbeirat des Landes Baden-Württemberg und war 2011 Mitglied in der von Bundeskanzlerin Angela Merkel berufenen Ethikkommission „Zukunft der Energieversorgung“. Von 2013 bis 2016 gehörte er dem „Science and Technology Advisory Council“ an, einem Beraterstab des EU-Kommissionspräsidenten José Manuel Barroso. Im Jahr 2012 wurde er zum Präsidenten der Internationalen Gesellschaft für Risikoanalyse (SRA) gewählt. Von 2005 bis 2007 wirkte Renn als Experte im Panel on „Public Participation in Environmental Assessment and Decision Making“ of the US-National Academy of Sciences in Washington, D.C. mit. Er war zudem Mitglied im Wissenschaftlichen Beirat der Bundesregierung Globale Umweltveränderungen (WBGU) (1996–2000) und der Zukunftskommission 2000 des Landes Baden-Württemberg (1996–2000). Von 2019 bis Mai 2023 war er Mitglied des Lenkungskreises Wissenschaftsplattform Klimaschutz der Bundesregierung.

## Forschungsschwerpunkte
- Technik- und Risikosoziologie
- Transformationsprozesse für eine nachhaltige Entwicklung
- Risikoregulierung, Risikomanagement und Risikokommunikation
- Partizipationsforschung
- Technikfolgenabschätzung und Technikvorausschau (technology foresight)
- Modernisierung und Technikeinstellungen
- Public Understanding of Science

## Auszeichnungen
Ortwin Renn erhielt mehrere internationale Auszeichnungen, darunter den „Distinguished Achievement Award“ der Internationalen Gesellschaft für Risikoanalyse (SRA). Weitere Auszeichnungen:
- Kjell Andesson Award für besondere Leistungen im Bereich sozial- und geisteswissenschaftlicher Forschung zum Strahlenschutz (2023)
- Ehrendoktorwürde der Mid Sweden University für den Bereich „Risk and Sustainability Governance“ (2020)
- Verdienstorden des Landes Baden-Württemberg (2019)
- Outstanding Research Award der Internationalen Gesellschaft für Integriertes Katastrophen- und Risikomanagement (IDRiM) (2017)
- Bundesverdienstkreuz Erster Klasse als Anerkennung der wissenschaftlichen Leistungen im In- und Ausland (2013)
- Auszeichnung für die beste wissenschaftliche Veröffentlichung des Jahres 2012 in der Fachzeitschrift “Risk Analysis” (durch die Gesellschaft für Risikoanalyse) (2012)
- Auszeichnung im Wettbewerb: bester Hochschullehrer Deutschlands 2012 (3. Platz)
- Ehrenprofessur (Distinguished Honorary Professorship) der TU München (2011)
- Ehrendoktorwürde (Dr. sc. tech. h.c.), verliehen durch die Eidgenössische Technische Hochschule (ETH) Zürich (2009)
- Distinguished Achievement Award der Internationalen Gesellschaft für Risikoanalyse (Society for Risk Analysis) (2007)
- „Fellow“ der Internationalen Gesellschaft für Risikoanalyse (2005)
- „Fellow“ der American Association for the Advancement of Science (AAAS) (2004)
- Outstanding Publication Award im Jahre 2002 für das mit C. Jaeger, G. Rosa und Th. Webler verfasste Buch „Risk, Uncertainty and Rational Action“  (2003)

## Veröffentlichungen
- Autor und Ko-Autor von 35 Monographien,
- Herausgeber/Mitherausgeber von 30 Herausgeberbänden
- Ko-Autor von 34 Kommissionsberichten
- mehr als 350 Aufsätze in Zeitschriften, Herausgeber- und Tagungsbänden (davon 230 in „peer reviewed journals“)
- Hirsch-Faktor (Google): >100

### Auswahl aus neueren Publikationen
Monographien
- Gefühlte Wahrheiten. Orientierung in Zeiten postfaktischer Verunsicherung. 3. Auflage. Barbara Budrich, Berlin und Opladen 2023, ISBN 978-3-8474-2505-2.
- mit Roland Scholz, Markus Beckedahl und Stephan Noller: DiDaT Weißbuch: Orientierungen zum verantwortungsvollen Umgang mit digitalen Daten – Orientierungen eines transdisziplinären Prozesses. Baden-Baden (Nomos: 2021)
- Marlene Niederberger und Ortwin Renn: Das Gruppendelphi-Verfahren. Vom Konzept bis zur Anwendung. 2. überarbeitete Auflage. Wiesbaden (Springer VS: 2017)
- mit Christina Benighaus, Gisela Wachinger: Bürgerbeteiligung. Konzepte und Lösungswege für die Praxis. Frankfurt (Metzner: 2016)
- Das Risikoparadox. Warum wir uns vor dem Falschen fürchten. Frankfurt am Main (Fischer Taschenbuch: 2014)
- mit Eugene Rosa und Aaron McCright: The Risk Society Revisited. Social Theory and Governance. Philadelphia (Temple University Press: 2014)
- Risk Governance. Coping with Uncertainty in a Complex World. London: Earthscan 2008

Aufsätze (peer reviewed)
- Michael Lawrence, Thomas Homer-Dixon, Scott Janzwood, Johan Rockstöm, Ortwin Renn and Jonathan F. Donges:  Global Polycrisis: The Causal Mechanisms of Crisis Entanglement. Global Sustainability, 1 (2024),1-36. doi:10.1017/sus.2024.1
- Jörg Radtke and Ortwin Renn: Participation in Energy Transitions: A Comparison of Policy Styles. Energy Research & Social Science, 118 (2024): 103743, doi:10.1016/j.erss.2024.103743
- Daniel Oppold and Ortwin Renn.: Partizipative Klimapolitik: Wie die Integration von Stakeholder- und Bürger*innenbeteiligung gelingen kann. dms – der moderne staat – Zeitschrift für Public Policy, Recht und Management, 16 (1-2023), online first, pp. 1-23, doi:10.3224/dms.vXiX.296485
- Mark G, Lawrence, Steven Williams, Patrizia Nanz and Ortwin Renn: Characteristics, potentials, and challenges of transdisciplinary research. One Earth, Vol. 5, Issue 1 (2022), S. 44-61, (pr), doi:10.1016/j.oneear.2021.12.010.
- Ortwin Renn: Vertrauen als Grundlage einer erfolgreichen institutionellen Risikokommunikation. Bundesgesundheitsblatt - Gesundheitsforschung – Gesundheitsschutz, Heft 1 (2022), doi:10.1007/s00103-022-03519-w.
- Ortwin Renn, Anita Engels, Birgit Mack, Sophia Becker und Christina Camier: Will short-term behavior changes during the COVID-19 crisis evolve into low-carbon practices? GAIA, Jahrgang 31, Heft 3 (2022), 158 – 166.
- Ortwin Renn, Manfred Laubichler, Klaus Lucas, Joachim Schanze, Roland Scholz und Pia-Johanna Schweizer: Systemic Risks from Different Perspectives. Risk Analysis, Vol. 42, Issue 9 (2022), 1902-1920,
- Ortwin Renn, Grischa Beier und Pia-Johanna Schweizer: The opportunities and risks of digitalisation for sustainable development: a systemic perspective. GAIA, 30,1 (2021), S. 23–28
- Ortwin Renn: Transdisciplinarity: Synthesis towards a modular approach, Futures, 130 (2021), 102744 (pr), doi:10.1016/j.futures.2021.102744
- Aengus Collins, Marie-Florentin Florin und Ortwin Renn: COVID-19 risk governance: drivers, responses and lessons to be learned. Journal of Risk Research, 2, 3 (2020), DOI:10.1080/13669877.2020.1760332
- Ortwin Renn: Bürgerbeteiligung in der Klimapolitik: Erfahrungen, Grenzen und Aussichten. Forschungsjournal Soziale Bewegungen, 33,1 (2020), S, 125–139, DOI:10.1515/fjsb-2020-0011
- Ortwin Renn, Ilan Chabay, Sander van der Leeuw und Solene Droy: Beyond the Indicators: Improving Science, Scholarship, Policy and Practice to Meet the Complex Challenges of Sustainability. Sustainability, 12, 578 (2020), Doi:10.3390/su12020578
- Ortwin Renn, Manfred Laubichler, Klaus Lucas, Joachim Schanze, Roland Scholz und Pia-Johanna Schweizer: Systemic Risks from Different Perspectives. Risk Analysis, (December 2020), doi:10.1111/risa.13657
- Ortwin Renn: Die Rolle transdisziplinärer Wissenschaft bei konfliktgeladenen Transformationsprozessen. GAIA, 28,1 (2019), 44-51
- Adam Albayrak, Karl Teille, Karl und Ortwin Renn: Leitlinien für das menschliche Handeln in einer digitalisierten Welt. HMD: Praxis der Wirtschaftsinformatik, 323 (2018), DOI:10.1365/s40702-018-00450-0
- Terje Aven und Ortwin Renn: Improving Government Policy on Risk: Eight Key Principles. Reliability Engineering & Safety, 1 (2018), doi:10.1016/j.ress.2018.04.018
- Klaus Lucas, Ortwin Renn und Carlo Jaeger: Systemic Risks: Theory and Mathematical Modeling. Advanced Theory and Simulations, 4 (August 2018), doi:10.1002/adts.201800051
- Ortwin Renn und John P. Marshall: Coal, Nuclear and Renewable Energy Policies in Germany: From the 1950 to the “Energiewende”. Energy Policy, 99, C (2016), S. 224–232